# نظرية التراكم الكري المحدود
نظرية التراكم الكري المحدود

تراص الذرات في البنية البلورية لملح الطعام ، كل ذرة تحيطها 6 ذرات.

(بالألمانية: Theorie der endlichen Kugelpackungen) هي نظرية في الرياصيات تهتم بمسألة كيفية تراص عدد محدود من الكرات المتساوية الحكم بحيث تشغل في مجموعها أقل حجم. وقد طورت عدة طرق في العقود القليلة الماضية لحل تلك المسألة باستخدام الرياضيات. وقد وضع الباحث الرياضي [لاسزلو فيجيس توت] حلولا أساسية على هذا الطريق.
بحثت قبل ذلك مسألة تعبئة متراصة في حالة تراص عدد لانهائي من الكرات المتساوية الحجم. وكانت أول مبادرة من عالم الرياضيات الألماني كبلر. ويمكن اعتبار تراص الذرات في بنية بلورية كتراص كري، فيمكن اعتبارها حلا تقريبيا جيدا حيث يمكن اعتبار عدد الذرات في بلورة فلز لا نهائي.
يفرق الباحثون في تلك المسائل تراص أو معلبات في هيئة حاوية وما يشبه ذلك في حجم محدود وتراص حر أو مجرد تراكم حر حدود له. وتوصلوا بمجهوداتهم إلى حلول مناسبة لحالات كثيرة ينحصر فيها حجم الحاوية. الحلول ممثلة في حسابات رياضية مضنية الحل.

## أنواع تعبئة
يمكن رص كرات متساوية الحجم في علبة محدودة الحجم بطرق مختلفة. ويفرق الباحثون بين ثلاثة أشكال أساسية للتعبئة: وهي تسمى «تراص سجقي»، و«تراص البيسا» و «التراص التجمعي».
.

تراص السجق
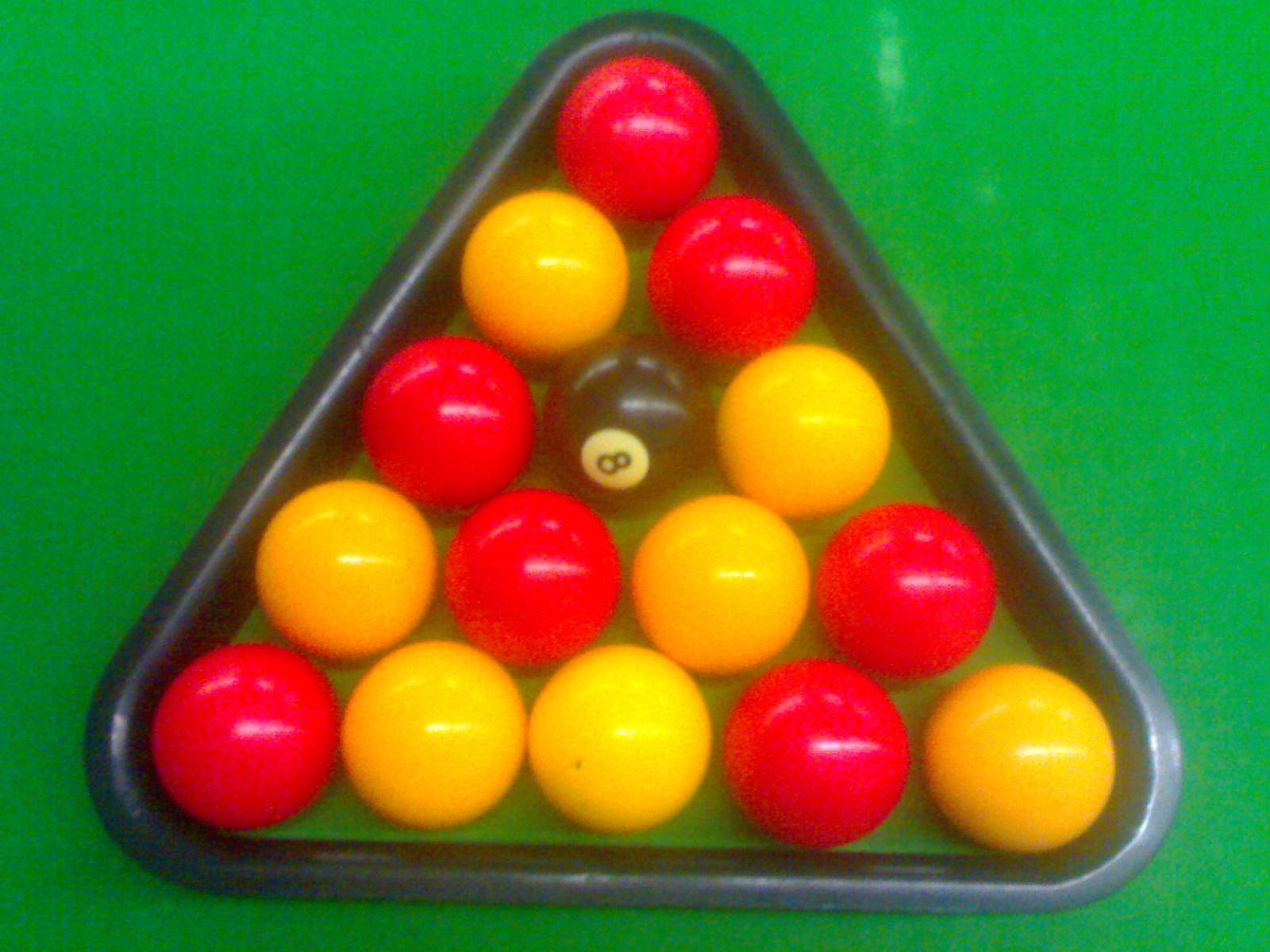
تراص البيتسا
تراص تجمعي

## اقرأ أيضا
- تعبئة متراصة